# Okinoerabujima

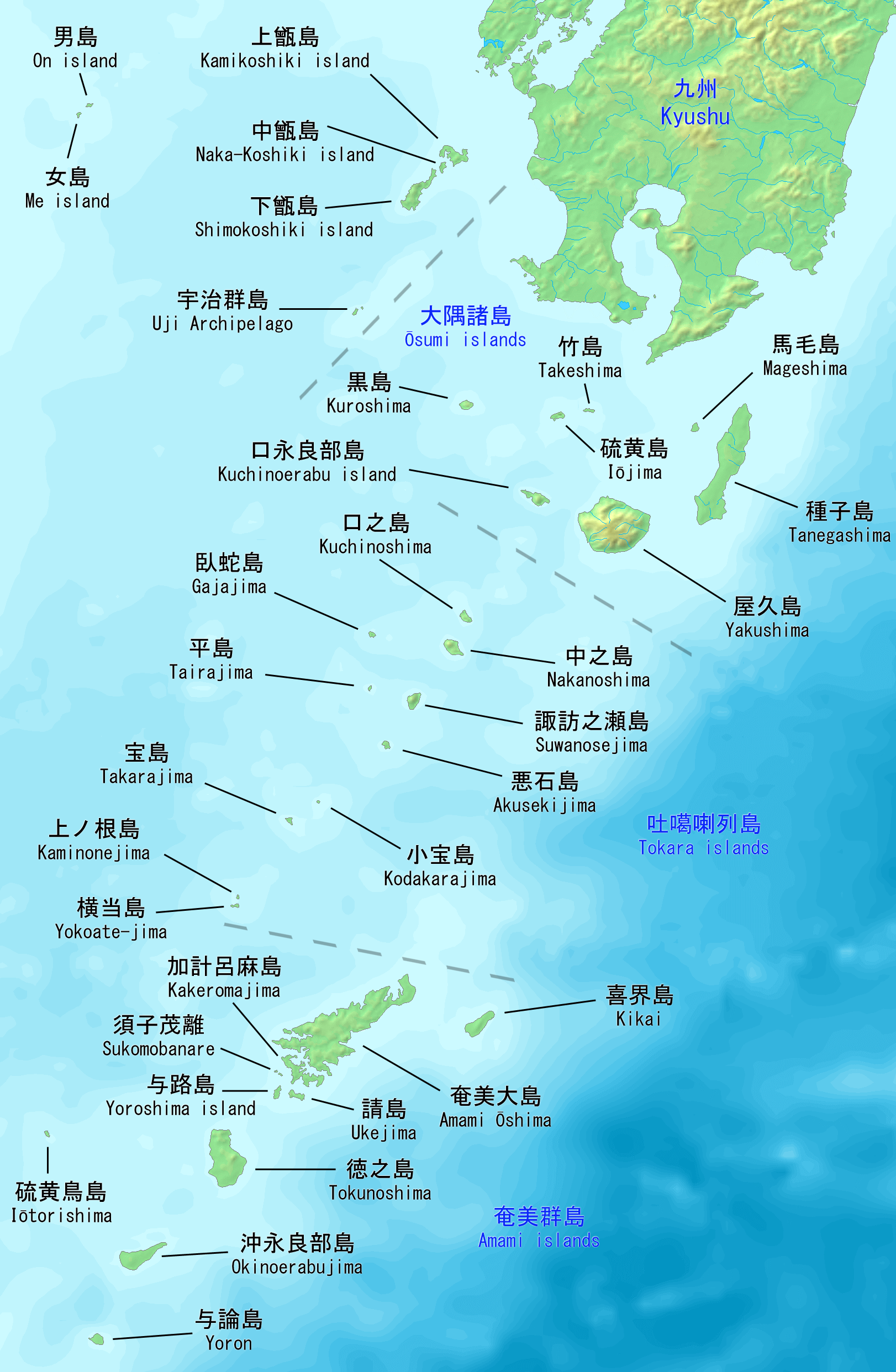
Lägeskarta

Okinoerabujima (japanska  (沖永良部島?) Oki no Erabu-jima) är en ö bland Amamiöarna i nordvästra Stilla havet som tillhör Japan.

## Geografi
Okinoerabujima ligger cirka 25 kilometer sydväst om huvudön Amami-Ōshima och ca 220 km norr om Okinawaön. 
Ön är en korallö och har en areal om ca 93,63 km² med en längd på ca 20 km och som mest ca 7 km bred och ön omges av ett korallrev. Klimatet är subtropiskt. Den högsta höjden är på cirka 246 m ö.h. På den östra delen finns kalkstensgrottan Shoryu-do som är bland en av Asiens största grottor. 
Befolkningen uppgår till ca 15 300 invånare fördelad på huvudorten Wadomari på öns nordöstra del nära flygplatsen och en rad småbyar. Förvaltningsmässigt är ön delad i stadsområdena Wadomari-chō på den östra delen och China-chō på den västra delen och tillhör Kagoshima prefekturen. 
Öns flygplats Okinoerabu Kūkō (Okinoerabu Airport, flygplatskod "OKE") har kapacitet för lokalt flyg och ligger på öns västra del, det finns även regelbundna färjeförbindelse med Kagoshima på fastlandet.

## Historia
Det är osäkert när Amamiöarna upptäcktes, de första dokumenterade omnämnandena finns i boken Nihonshoki från 720-talet.
Öarna utgjorde från 1446 fram till 1624 en del i det oberoende kungadöme, Kungariket Ryukyu. Flera Gusukuruiner (befästa slott) från den tiden finns än idag.
1609 invaderades Ryūkyūriket av den japanska Satsumaklanen under den dåvarande Daimyo som då kontrollerade området i södra Japan. Ögruppen införlivades 1624 i Satsumariket.
I slutet på 1860-talet tillbringade Saigo Takamori, ofta kallad den siste samurajen, 2 år i exil på ön. 
1879 under Meijirestaurationen införlivades riket i Japan, och öarna blev först länet Ōsumi no Kuni (Ōsumi provinsen) och senare del i Kagoshima prefekturen.
1908 delades öns olika byar ihop till förvaltningsenheterna Wadomari-mura (Wadomari-by) och China-mura (China-by) och i september 1946 erhöll orterna status som "chō" (stad).
Under andra världskriget ockuperades området våren 1945 av USA som förvaltade öarna fram till december 1953 då ön återlämnades till Japan.